# Vertigo alabamensis
Vertigo alabamensis är en snäckart som beskrevs av G. H. Clapp 1915. Vertigo alabamensis ingår i släktet Vertigo och familjen puppsnäckor. IUCN kategoriserar arten globalt som nära hotad. Inga underarter finns listade i Catalogue of Life.